# 弗赖塞德科比耶尔
弗赖塞德科比耶尔（法語：Fraissé-des-Corbières，發音：[fʁajse de kɔʁbjɛʁ] ⓘ）是法国奥德省纳博讷区的市镇，面积19.1平方千米，2022年1月1日人口为221人。

## 地理
弗赖塞德科比耶尔（42°57'45"N, 2°51'36"E）面积19.1平方千米，位于法国奧克西塔尼大區奥德省，该省份为法国南部沿海省份，北起塔恩省，西北接上加龙省，西接阿列日省，南至东比利牛斯省，东临地中海，东北与埃罗省接壤。
与弗赖塞德科比耶尔接壤的市镇（或旧市镇、城区）包括：迪尔邦科比耶尔、昂布尔和卡斯泰尔莫尔、弗亚、罗克福尔-德科比耶尔、圣让德巴鲁、维勒塞克-德科比耶尔。
弗赖塞德科比耶尔的时区为UTC+01:00、UTC+02:00（夏令时）。

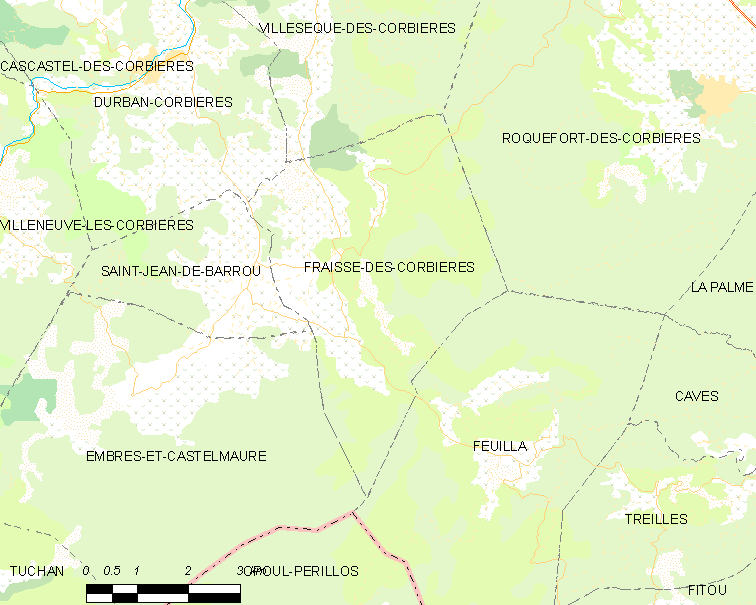
弗赖塞德科比耶尔的OSM定位图

## 行政
弗赖塞德科比耶尔的邮政编码为11360，INSEE市镇编码为11157。

## 政治
弗赖塞德科比耶尔所属的省级选区为莱科比耶尔县。

## 人口

1962-2008年间弗赖塞德科比耶尔人口变化图示

弗赖塞德科比耶尔于2022年1月1日时的人口数量为221人。